# Futbol'ny Klub Nëman Hrodna 2013
Questa voce raccoglie le informazioni riguardanti il Futbol'ny Klub Nëman Hrodna nelle competizioni ufficiali della stagione 2013.

## Rosa
| N. |                        | Ruolo | Calciatore            |
| -- | ---------------------- | ----- | --------------------- |
| 3  | Bielorussia (bandiera) | C     | Yawhen Savastsyanaw   |
| 5  | Bielorussia (bandiera) | D     | Dzmitry Rawneyka      |
| 6  | Bielorussia (bandiera) | C     | Syarhey Lyavitski     |
| 9  | Bielorussia (bandiera) | C     | Ivan Dzenisevič       |
| 10 | Bielorussia (bandiera) | A     | Dzmitry Kavalyonak    |
| 13 | Serbia (bandiera)      | C     | Vladimir Veselinov    |
| 14 | Bielorussia (bandiera) | C     | Alyaksandr Anyukevich |
| 15 | Serbia (bandiera)      | D     | Miljan Jablan         |
| 16 | Bielorussia (bandiera) | P     | Sjarhej Černik        |
| 17 | Bielorussia (bandiera) | C     | Alyaksandr Yadeshka   |
| 18 | Bielorussia (bandiera) | D     | Pavel Rybak           |
| 20 | Bielorussia (bandiera) | D     | Yegor Matveev         |

| N. |                        | Ruolo | Calciatore           |
| -- | ---------------------- | ----- | -------------------- |
| 23 | Bielorussia (bandiera) | D     | Maksim Vitus         |
| 25 | Bielorussia (bandiera) | C     | Ihar Yasinski        |
| 26 | Bielorussia (bandiera) | D     | Dzmitry Shmatko      |
| 29 | Bielorussia (bandiera) | A     | Artur Bombel         |
| 32 | Bielorussia (bandiera) | A     | Andrey Lyasyuk       |
| 33 | Russia (bandiera)      | A     | Aleksandr Semyonov   |
| 38 | Slovacchia (bandiera)  | D     | Ivan Pecha           |
| 46 | Bielorussia (bandiera) | C     | Aljaksej Ljahčylin   |
| 77 | Ucraina (bandiera)     | A     | Ihor Kryvobok        |
| 88 | Bielorussia (bandiera) | A     | Pavel Savicki        |
| 99 | Bielorussia (bandiera) | P     | Vladimir Vasilyuchek |